# Martín Valverde
Martín Valverde, né le 19 janvier 1963 à San José au Costa Rica, est un auteur-compositeur-interprète de musique chrétienne costaricien. Il chante en espagnol et en portugais.

## Biographie
Martín Valverde effectue sa scolarité durant onze ans chez les frères salésiens. Il étudie également la musique à l'École de guitare classique de San José et au conservatoire de l'Université du Costa Rica.
En 1979, invité par sa sœur, Martin Valverde entre dans le Renouveau charismatique catholique (néo-pentecôtisme). Ensuite, il commence à composer des chants religieux. À cette époque, il se rapproche des mouvements de jeunesse ecclésiastiques, ce qui le conduit au Mexique, où il rencontre Élizabeth Watson, surnommée Lizzy, qui deviendra son épouse en 1986.
De 1981 à 1985, il adhère à une organisation christocentriste et œcuménique, la Nouvelle jeunesse. En 1989, après avoir passé une année à Tehuacán en accompagnement de retraites spirituelles, de camps de formation et de concerts, Martin Valverde est invité à collaborer à la formation de musiciens pour l'évangélisation et la formation de jeunes dirigeants pour les bureaux latino-américains de Evangelización 2000 (en français : Évangélisation pour l'an 2000).
Il a participé à de nombreuses manifestations nationales et internationales organisées par l'Église catholique, non seulement dans des églises, mais aussi dans des stades, sur des places, des esplanades, des auditoriums et des théâtres.

## Œuvre musicale

### Discographie
- En esos momentos (1989)
- Lo Mejor (1991)
- Un Poco Bohemio (1993)
- No Muere Con Los Tiempos (1996)
- Concierto IV (1996)
- Rocksurrección (1997)
- Nessuno ti ama come me (1997)
- Ningúem te ama como eu (1997)
- Lenguas de fuego (1998)
- Delante de ti (1998)
- Pescando en red (1998)
- Lo mejor de los conciertos (1999)
- Bem Brasil (1999)
- In quiesti momenti (1999)
- No one loves you like I do (1999)
- Bella dama (1999)
- Concierto para el amor (2000)
- Nadie te ama como yo (Antología) (2001)
- Canciones vivas (2001)
- Voz de profeta (2001)
- Enredados (2001)
- Profeta (2002)
- Joven a ti te digo (?)
- Diosenchufado (2003)
- Cuba con mucha fe (2005)
- Intimo ao vivo (2005)
- Navidar (2006)
- Íntimo (2007)
- No se han ido del todo (2008)
- Pablo Íntimo (2008)
- Íntimo (live, Costa Rica, 2009)
- Vocanción (2009)
- A quien corresponda (2011)